# Strasbourg - Saint-Denis
Strasbourg - Saint-Denis is een station van de metro in Parijs langs de metrolijnen 4, 8 en 9 in het 2e, 3e en 10e arrondissement.
Porte de Clignancourt · 
Simplon · 
Marcadet - Poissonniers · 
Château Rouge · 
Barbès - Rochechouart · 
Gare du Nord · 
Gare de l'Est · 
Château d'Eau · 
Strasbourg - Saint-Denis · 
Réaumur - Sébastopol · 
Étienne Marcel · 
Les Halles · 
Châtelet · 
Cité · 
Saint-Michel · 
Odéon · 
Saint-Germain-des-Prés · 
Saint-Sulpice · 
Saint-Placide · 
Montparnasse - Bienvenüe · 
Vavin · 
Raspail · 
Denfert-Rochereau · 
Mouton-Duvernet · 
Alésia · 
Porte d'Orléans ·
Mairie de Montrouge ·
Barbara ·
Bagneux - Lucie Aubrac
Balard ·
Lourmel ·
Boucicaut ·
Félix Faure ·
Commerce ·
La Motte-Picquet - Grenelle ·
Champ de Mars ·
École Militaire ·
La Tour-Maubourg ·
Invalides ·
Concorde ·
Madeleine ·
Opéra ·
Richelieu - Drouot ·
Grands Boulevards ·
Bonne Nouvelle ·
Strasbourg - Saint-Denis ·
République ·
Filles du Calvaire ·
Saint-Sébastian - Froissart ·
Chemin Vert ·
Bastille ·
Ledru-Rollin ·
Faidherbe - Chaligny ·
Reuilly - Diderot ·
Montgallet ·
Daumesnil ·
Michel Bizot ·
Porte Dorée ·
Porte de Charenton ·
Liberté ·
Charenton - Écoles ·
École Vétérinaire de Maisons-Alfort ·
Maisons-Alfort - Stade ·
Maisons-Alfort - Les Juilliottes ·
Créteil - L'Échat ·
Créteil - Université ·
Créteil - Préfecture ·
Pointe du Lac
Pont de Sèvres · 
Billancourt · 
Marcel Sembat · 
Porte de Saint-Cloud · 
Exelmans · 
Michel-Ange - Molitor · 
Michel-Ange - Auteuil · 
Jasmin · 
Ranelagh · 
La Muette · 
Rue de la Pompe · 
Trocadéro · 
Iéna · 
Alma - Marceau · 
Franklin D. Roosevelt · 
Saint-Philippe du Roule · 
Miromesnil · 
Saint-Augustin · 
Havre - Caumartin · 
Chaussée d'Antin - La Fayette · 
Richelieu - Drouot · 
Grands Boulevards · 
Bonne Nouvelle · 
Strasbourg - Saint-Denis · 
République · 
Oberkampf · 
Saint-Ambroise · 
Voltaire · 
Charonne · 
Rue des Boulets · 
Nation · 
Buzenval · 
Maraîchers · 
Porte de Montreuil · 
Robespierre · 
Croix de Chavaux · 
Mairie de Montreuil